# Ludwig Sievert
Johann August Ludwig Klaus Sievert (* 17. Mai 1887 in Hannover; † 11. Dezember 1966 in München) war ein deutscher Bühnenbildner.

## Leben und Werk
Sievert war ein Sohn von Karl Friedrich Adolf Sievert (1858–1931), Arbeiter und später Werkmeister der Continental-Werke, und Anna Elise geb. von Bargen (1858–1905). Er absolvierte eine Lehre als Theatermaler und besuchte ab 1904 die Kunstgewerbeschule in Aachen. Nach dem Abschluss 1905 arbeitete er als Theatermaler in Hannover, Düsseldorf, Bad Godesberg und Köln. 1910 wurde er Leiter der Münchener Werkstätten für Bühnenkunst Hummelsheim, 1911/12 arbeitete er im Atelier für Theatermalerei und Bühnenausstattung von Fritz Lütkemeyer in Coburg. 1912 wurde er Bühnenbildner am Stadttheater Freiburg, wo er mit völlig neuartigen Bühnenbildern für die Inszenierungen von Wagners Parsifal und Der Ring des Nibelungen Aufsehen erregte. 1914 wechselte er an das Nationaltheater Mannheim und arbeitete erstmals mit dem Regisseur Richard Weichert zusammen. Ihre gemeinsame Gestaltung von Hasenclevers Sohn gilt als eine der ersten bedeutenden Inszenierungen des expressionistischen Theaters.
1919 kam Sievert zusammen mit Weichert an die Städtischen Bühnen Frankfurt, wo sie gemeinsam einen Inszenierungsstil entwickelten, der als Frankfurter Expressionismus internationale Beachtung fand. Seine Bühnenbilder „zeichneten sich aus durch starke Stilisierung, durch einfache, klare Formen, die geeignet waren, den inneren Gehalt, den ‚seelischen‘ Kern der Stücke hervorzuheben.“ „Einen Teil ihrer Wirkung verdankte die gerade in Frankfurt geförderte expressionistische Dramatik Sieverts Inspiration (Arnolt Bronnen, Walter Hasenclever, Klabund, Oskar Kokoschka, Fritz von Unruh); dies gilt nicht weniger für die ereignishaften Aufführungen von August Strindberg, Bertolt Brecht und der mit Methode ‚entstaubten‘ Klassiker.“
Auch für die Oper Frankfurt gestaltete Sievert zahlreiche Bühnenbilder, beispielsweise für die Uraufführung von Carl Orffs Carmina Burana 1937 und Die Kluge 1943. Für die Römerberg-Festspiele entwarf er die Freilicht-Inszenierungen von Wallenstein (1934), Fiesco (1936) und Florian Geyer (1937). Als Gast gestaltete er Bühnenbilder unter anderem für die Wiener Staatsoper (u. a. Così fan tutte 1929), Staatsoper Berlin (Fidelio 1935), das Teatro alla Scala (Le nozze di Figaro 1937) und die Salzburger Festspiele (Die Zauberflöte 1941).
1937 folgte Sievert einem Ruf an die Bayerische Staatsoper, mit deren Generalmusikdirektor Clemens Krauss er bis 1929 in Frankfurt zusammengearbeitet hatte. Aus Anlass des 50. Geburtstages von Adolf Hitler wurde er am 20. April 1939 zum Professor ernannt. 1942 wurde er Professor an der Akademie für Angewandte Kunst München.
Nach Ende des Zweiten Weltkrieges hatte Sievert von 1945 bis 1947 Arbeitsverbot. Im Entnazifizierungsverfahren nach dem Gesetz zur Befreiung von Nationalsozialismus und Militarismus wurde er 1948 von der Spruchkammer entlastet. Sievert blieb danach ohne festes Engagement und war als Gast an verschiedenen Bühnen Deutschlands und des europäischen Auslandes tätig.
1964 stellte der Frankfurter Kunstverein seine Bühnenbild-Entwürfe und Modelle aus. Er galt als „Erneuerer der Bühne im 20. Jahrhundert“.
Sieverts Nachlass wird in der Musik- und Theaterabteilung der Universitätsbibliothek Johann Christian Senckenberg verwahrt. Der U-Bahnhof Alte Oper wurde mit Reproduktionen verschiedener Bühnenbilder Sieverts geschmückt.